# Macrocarpaea quizhpei
Macrocarpaea quizhpei är en gentianaväxtart som beskrevs av Jason Randall Grant. Macrocarpaea quizhpei ingår i släktet Macrocarpaea och familjen gentianaväxter. Inga underarter finns listade i Catalogue of Life.